# Agent no 13
Pour plus de détails, voir Fiche technique et Distribution.
Agent no 13 (Operator 13)  est un film d'espionnage américain en noir et blanc, réalisé par Richard Boleslawski, sorti en 1934.

## Synopsis
Pendant la guerre civile, les forces de l'Union sont sous le choc après leur défaite lors de la Seconde bataille de Bull Run. Une troupe de spectacle itinérant, les Pauline Cushman Players, se produit pour les soldats blessés dans un hôpital militaire nordiste. Pauline, une espionne qui travaille pour Allan Pinkerton, recommande à sa grande amie et camarade de spectacle Gail de devenir une espionne pour la cause de l'Union en tant qu'opérateur 13, car l'opérateur 13 précédent a été capturé et abattu.
Gail, déguisée avec du grimage noir, accompagne Pauline dans les Etats du sud en tant que sa femme de chambre. Les Confédérés se rendent compte qu'il y a un espion parmi eux et le capitaine Gailliard est chargé de découvrir de qui il s'agit. Alors qu'elle lave les vêtements du général Stuart, Gail apprend qu'il doit assister à un bal ce soir-là. Au bal, le capitaine Gailliard soupçonne Pauline d'être une espionne et trouve des preuves dans sa chambre. Pauline, qui tente de fuir, est arrêtée et Gail est obligée de témoigner contre elle ; refusant de divulguer son contact, Pauline est condamnée à mort. Les deux femmes parviennent à s'échapper et à regagner les lignes de l'Union.
Pinkerton décide d'utiliser Gail pour piéger Gailliard et dans le cadre de ce plan, elle se moque d'un défilé de soldats de l'Union et est considérée comme une héroïne dans les journaux du Sud. Gail, sous le nom d'Anne Claibourne, est graciée par le président Lincoln et se dirige vers le sud, où le capitaine Gailliard est attiré par elle. Cependant, Gail apprend plus tard par le palefrenier de Stuart, un collègue espion, qu'elle est connue pour être une espionne et elle s'enfuit dans un uniforme confédéré. Gailliard attrape son cheval, mais elle le frappe avec un fusil et s'enfuit avec le palefrenier, les autres à leurs trousses.
Les fugitifs se cachent dans une ferme abandonnée et ils sont retrouvés. Heureusement pour eux, un groupe de soldats de l'Union se trouve à proximité. Lorsqu'ils aperçoivent les rebelles, ils tirent pour les dispesrer. Gail et Gailliard se cachent assistent sans se faire repérer à l'exécution d'un Confédéré par un peloton d'exécution de l'Union. Gail dit à Gailliard qu'elle l'aime et refuse de le trahir aux mains des soldats. Des Confédérés arrivent soudainement et engagnet le combat avec les autres yankees. Au cours des combats, Gail persuade Gailliard de s'échapper dans la confusion et de rejoindre son camp. Plus tard, la guerre prend fin lorsque Robert E. Lee se rend à Ulysses S. Grant à Appomattox Court House. Par la suite, Gail et Gailliard se réconcilient.

## Fiche technique
- Titre français : Agent n°13
- Titre original : Operator 13
- Réalisation : Richard Boleslawski
- Assistant- réalisateur : Robert A. Golden
- Scénario : Robert W. Chambers, Harvey Thew, Zelda Sears, Eve Greene
- Photographie : George Folsey
- Montage : Frank Sullivan
- Musique : William Axt
- Direction artistique : Cedric Gibbons
- Son : Douglas Shearer
- Producteur : Lucien Hubbard
- Format : Noir et blanc — 1,37:1 — 35 mm — son : Mono (Western Electric Sound System)
- Pays d'origine :  États-Unis
- Langue : anglais
- Genre : Film dramatique, Film d'espionnage, Film historique, Film de guerre, Film romantique
- Durée : 85 minutes
- Dates de sortie :
  -  : 8 juin 1934
  -  : 8 novembre 1935

## Distribution
- Marion Davies : Gail Loveless, une actrice qui devient espionne sous le matricule de l'agent n° 13
- Gary Cooper : le capitaine Jack Gailliard, un officier confédéré et espion, qui s'éprend d'elle
- Katharine Alexander : Pauline Cushman, agent secret matricule 27, alias Mrs. Vale, l'amie de Gail qui la recrute comme espionne
- Jean Parker : Eleanor Shackleford
- Ted Healy : le capitaine médecin Hitchcock
- Russell Hardie : le lieutenant Gus Littledale
- Willard Robertson : le capitaine Cornelius Channing
- Marjorie Gateson : Mme Shackleford

Acteurs non-crédités
- John Elliott : Général Robert E. Lee
- William Henry : le jeune lieutenant embrassant une blond
- Si Jenks : un camelot
- John Larkin : un pêcheur
- Sam McDaniel : Rufus
- E. Alyn Warren : le général Ulysses S. Grant
- Clarence Wilson : Josiah Claybourne